# Minotto Di Cicco
Minotto Di Cicco (auch Enrique Di Cicco; * 11. Oktober 1898 in Montevideo; † 9. September 1979 ebenda) war ein uruguayischer Bandoneonist und Bandleader.

## Leben und Wirken
Di Cicco begann im Alter von elf Jahren Klavier zu spielen, wechselte aber bald zum Akkordeon und debütierte drei Jahre später in einem Trio mit dem Pianisten Carlos Warren und dem Geiger Ataliva Galup. In Buenos Aires hatte er dann Bandoneonunterricht bei Alberto Rodríguez. 1915 gründete er, nunmehr bereits als Bandoneonist, ein Trio mit dem Pianisten Alberto Alonso und dem Geiger Luciano Aturaola; später kam Federico Lafemina als zweiter Geiger hinzu. In neuer Besetzung mit den Geigern Juan José Castellanos und Juan Trócoli nahm das Ensemble unter dem Namen Orquesta Alonso-Minotto in Buenos Aires achtzehn Titel auf.
Nach Auftritten mit Warren und Lafemina im Moulin Rouge in Montevideo engagierte ihn Francisco Canaro als Nachfolger von Osvaldo Fresedo für das Orquesta Firpo-Canaro. 1921 gründete Di Cicco in Montevideo ein eigenes Orchester. Diesem gehörten an als Pianist sein Bruder Fioravanti Di Cicco (später Francisco De Caro), als  Bandoneonisten er selbst, sein Bruder Ernesto und Eustaquio Laurenz und als Geiger Horacio Zito und Juan Trócoli, später noch Julio De Caro. Mit dem Orchester nahm er 1922 für das Label Victor neben Maxixas und Pasodobles auch drei Tangos auf: Enrique Delfinos Fruta prohibida, Emilio Ferrers Pura espuma und Pascual Mazzeos Picaflor.
Ab 1923 spielte er als Nachfolger von Anselmo Aieta im Orchester von Francisco Canaro und nahm mit diesem bis 1926 zehn Titel auf. Er unternahm Ende 1923 eine Reise nach Europa und trat Anfang 1924 als Solist bei Radio Paradizábal in Montevideo auf. 1927 gründete er erneut ein eigenes Orchester, mit dem er bei den Karnevalsbällen im Armenonville in Buenos Aires debütierte. Dieses Orchester war zunächst mit José Tinelli als Pianist, Hugo Baralis und Antonio Buglione als Geiger sowie Di Cicco selbst, Gabriel Clausi und Francisco Fiorentino als Bandoneonisten besetzt. Buglione und Fiorentino fungierten zugleich als Refrainsänger. In einer späteren Besetzung sind Juan Trombino als Pianist, Di Cicco, Ángel Ramos und Ernesto Bianchi als Bandoneonisten, Mario Brugni und Carlos Spaggieri als Geiger und Hugo Baralis als Kontrabassist benannt. 1928 trat Di Cicco mit einem fünfunddreißigköpfigen Orchestern bei den Karnevalsbällen im Teatro Broadway auf.
1930 bestritt er im Trio mit Cayetano Puglisi und José Tinelli eine Sendereihe bei Radio Nacional. Seine letzte Arbeit als Bandleader hatte er bei Columbia Viva Tonal. Dort dirigierte er ein Orchester, dem neben anderen der Pianist José Tinelli, die Bandoneonisten Federico Scorticati, Ernesto Di Cicco und Gabriel Clausi, die Geiger  Mario Brugni, Antonio Rodio und Antonio Buglione, der Kontrabassist Luis Bernstein und der Refrainsänger Antonio Buglione (später Jorge Omar) angehörten. Ab 1932 trat er in dem Musical La Muchachada del Centro auf, wurde Mitglied des Quinteto Pirincho und spielte in mehreren Filmen mit.